# Aníbal Julio Asseff
Aníbal Julio Asseff (nació en Moreno, Provincia de Buenos Aires, el 11 de agosto de 1962)  abogado, profesor universitario y político argentino. Senador Provincial mandato cumplido, periodo 2009-2013.

## Información personal
Aníbal es nieto de María Aon y Escandar José Asseff, quienes llegaron a Moreno a fines del siglo XIX provenientes de la Ciudad de Yezzín, en las montañas del Líbano.
Su padre, Julio Antonio, fue contador público, industrial y militó en el movimiento religioso cristiano «Acción Católica» donde conoció a Marta Pérez, su esposa. Aníbal es el cuarto de los cinco hijos del matrimonio, sus hermanos son Patricio, Alejandro, Claudia y Amílcar. Don Julio fue electo Intendente de Moreno bajo la estructura de la UCEDE, para el periodo 1991 - 1995,

## Desarrollo político
Comenzó su carrera política siendo prosecretario legislativo del Bloque Ucede-PDP en la Cámara de Diputados, entre los años 1987 y 1991. Luego, cuando Julio fue elegido intendente municipal de Moreno, Aníbal continuó acompañándolo como Secretario General del Municipio.
En las elecciones legislativas de 1997, resultó elegido Concejal del Partido de Moreno por la ACM (Agrupación Comunal de Moreno). Durante el período 1997-2001, fue el vicepresidente 1.º del Honorable Concejo Deliberante y miembro de las Comisiones de Seguridad, Asuntos Legales, Hacienda y Presupuesto y Tránsito.
Luego fue Asesor del Diputado Osvaldo Fernández en 2003 y en 2005 fue nuevamente electo Concejal en Moreno por PRO.
Convertido en uno de los referentes de Mauricio Macri en la provincia de Buenos Aires, Aníbal Asseff fue uno de los operadores de la alianza desarrollada entre Francisco de Narváez, Felipe Solá y el jefe de Gobierno porteño en la Primera Sección Electoral, integró en segundo lugar la lista de candidatos para legisladores provinciales en 2009.[cita requerida]

## Cámara de Senadores de la Provincia de Buenos Aires
Aníbal integró el bloque de Unión PRO Peronista en la Cámara Alta Provincial. Como vicepresidente 3.º de la Cámara de Senadores.
Entre 2009 y 2011 fue miembro de las Comisiones de Asuntos Municipales, Descentralización y Fortalecimiento Institucional, Ecología, Medio Ambiente y Desarrollo Humano, Asuntos Constitucionales y Acuerdos, Igualdad Real de Trato y Oportunidades, Educación, Cultura, Deportes, Ciencia y Técnica. Y desde 2011 a 2013 integra las Comisiones de Trabajo y Legislación Social, Ecología, Medio Ambiente y Desarrollo Humano, Usuarios y Consumidores, Reforma Política y Reforma del Estado, Asuntos Constitucionales y Acuerdos y Asuntos Municipales, Descentralización y Fortalecimiento Institucional.
Además, Aníbal integró como miembro suplente del Consejo de la Magistratura bonaerense. Este organismo, fue creado por la reforma de la Constitución provincial en 1994, cuya función primordial es abogar por los derechos de los ciudadanos.
Asimismo fue Vicepresidente de la Comisión Especial que investigo el desempeño de la policía y el Poder judicial en la causa por el crimen de la menor Candela Rodríguez ocurrido en 2011.
en 2015 disputó la Intendencia de Moreno bajo la estructura del Frente Renovador, escindida ya del PRO, alianza que perdurara hasta 2013 Durante ese tiempo sobre todo cuando fue senador y al mismo tiempo ocupaba diferentes cargos en la Municipalidad de Moreno, figurando con un contrato desde febrero de 2013 hasta noviembre de 2014. Durante al menos un año, Asseff tuvo incompatibilidad de funciones, por cobrar doble sueldo del Estado. En 2016 paso a  ocupar un  puesto de director de Nación Seguros de Retiros SA, una caja mixta de seguros que depende del Banco Nación. Pero para ANSES y AFIP no figuraba en blanco.
En 2018 fue nombrado miembro del Directorio de Banco Nación Seguros por la gestión de Mauricio Macri.
En 2019, volvió a disputar la Intendencia de Moreno, esta vez dentro de la alianza de Juntos por el Cambio, ingresando cuatro Concejales al HCD local. En las dos instancias que encabezó la lista como candidato a Intendente a nivel local, siempre obtuvo más votos que el candidato a Presidente y Gobernador que acompañaba en la boleta.